# دورست

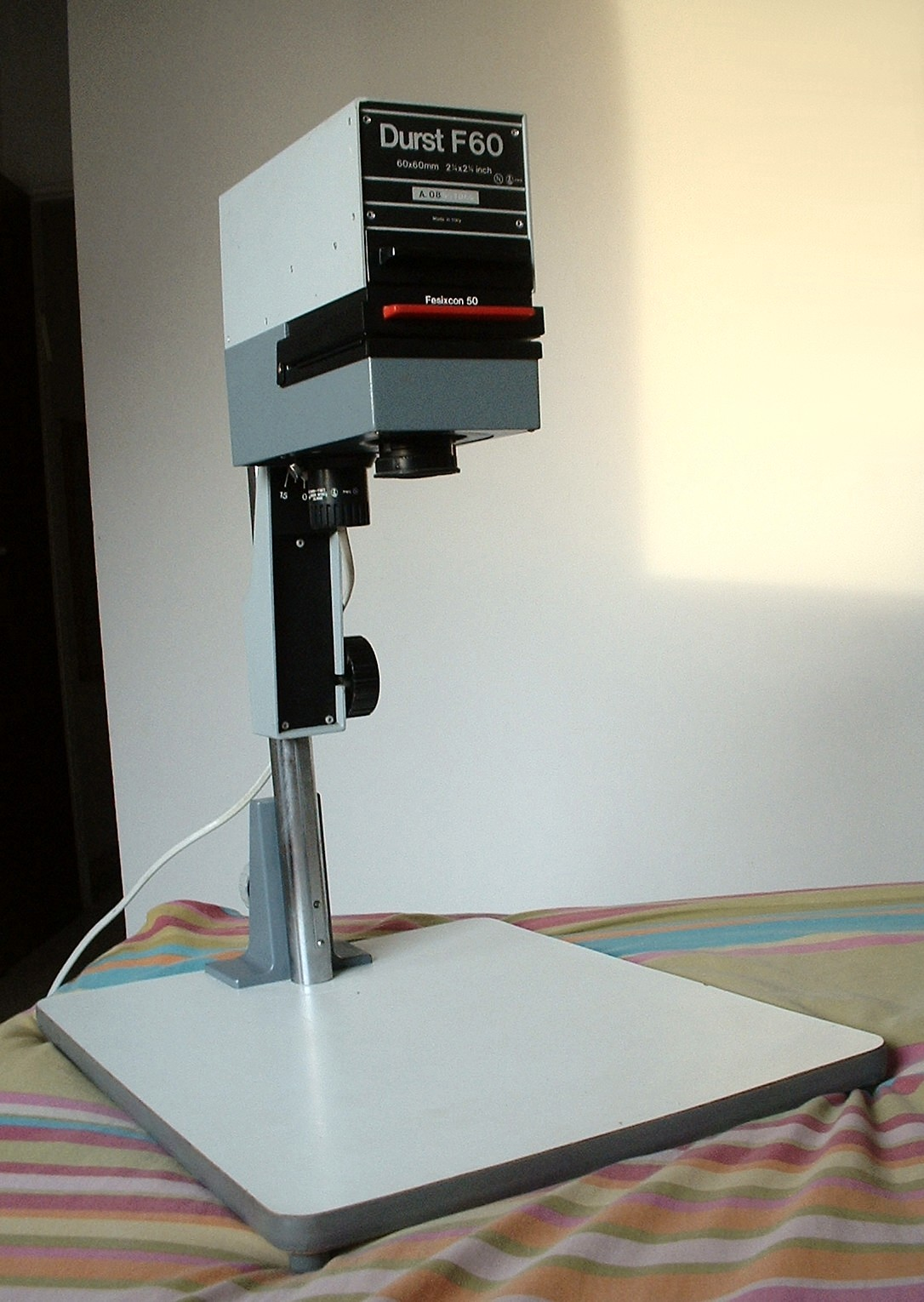
آگراندیسور اف ۹۰ دورست

دورست، یک کارخانه تولید تجهیزات عکاسی و چاپ عکس در ایتالیا است.

## تاریخچه
این مجموعه در سال ۱۹۳۶ توسط برادران دورست (جولیوس و گیلبرت)، که علاقه زیادی به عکاسی داشتند، و البته به تشویق مادرشان، که یک عکاس پرشور بود، لابراتوار خود را تأسیس کردند.

## محصولات
آگراندیسور از عمده‌ترین و معروف‌ترین محصولات دورست بشمار می‌رود، که تولیدات آن تا اواخر سال ۲۰۰۶ میلادی ادامه داشت. با توجه به رشد و همه‌گیر شدن عکاسی دیجیتال، و کاهش تقاضای بازار، تولیدات کارخانه دورست نیز کاهش یافت. طی ۷۰ سال سابقه درخشان، سال ۱۹۷۹ سال اوج تولید و فروش، با رکورد ۱۰۷٫۰۰۰ دستگاه بشمار می‌رود. در طی این مدت زمان دورست موفق به ثبت بیش از ۵۰۰ اختراع در زمینه نور و طراحی آگراندیسور شده‌است.

## قطع نگاتیو
این کارخانه تقریباً برای تمامی اندازه‌های نگاتیو آگراندیسور مخصوصی طراحی و عرضه کرده‌است، از قطع ۱۳۵ تا ۱۳*۱۸ که به دورست ۱۳۸ مشهور است.
مدل‌ها
- ۶۰۹
- بی ۳۰
- اف ۳۰
- اف ۶۰
- ام ۳۰۱
- ام ۳۰۵
- ام ۶۰۱
- ام ۷۰۰
- ام ۶۰۶
- ام ۶۰۵
- ام ۶۰۹
- ام ۸۰۵
- ام ۳۷۰
- ام ۶۷۰
- ای سی ۷۰۷
- ای سی ۸۰۰